# Loren D. Calaway
Loren D. Calaway (* 1950 in Fresno) ist ein US-amerikanischer Bildhauer.

## Leben und Werk
Loren D. Calaway studierte bis zum Master an der California State University, Fresno. Der Konzeptkünstler Terry Allen hatte deutlichen Einfluss auf seine Arbeit.
Die Skulpturen von Calaway bestehen aus Holz, Messing und Tuch. Sie erinnern an Pulte, Tische und andere Büromöbel, sind aber als solche nicht funktionsfähig. Calaway gibt seinen Werken keine Titel, versieht sie aber mit kleinen Messingschildern, auf denen kleine Zeichnungen oder Radierungen zu sehen sind. 1982 wurden Werke von Calaway auf der documenta 7 in Kassel gezeigt.